# Zecca di Marciana
La Zecca di Marciana est une structure souterraine située dans la ville de Marciana, sur l'île d'Elbe. Cette structure hypogée entièrement creusée dans un banc de granodiorite, serait selon certains, une sépulture noble à dromos, datant entre le IVe et le  Ier siècle av. J.-C., et serait un site funéraire de l'époque étrusque.

## Description
La structure est située au-dessous de la Casa Appiani,  la résidence d'été des princes de la Principauté de Piombino. Elle est composée de plusieurs pièces dans lesquelles débouche un tunnel creusé dans la roche granodiorite. Deux chambres en vis à vis, également creusées dans la roche, sont situées transversalement dans la dernière section du tunnel ; dans le couloir de liaison, deux niches murales étaient probablement utilisées comme porte-lampes. Dans la salle d'entrée, sur les murs du dessus, se trouvent des dessins au fusain représentant des voiliers et des bateaux de pêche à voile latine, datant du milieu du XIXe siècle.
L'hypogée funéraire présente un plan cruciforme simple contenant trois cellules. Le grand axe, ayant une déclinaison d'environ 310° depuis le nord, est situé au sud-ouest à un peu plus d'un kilomètre du Mont Catino (it), où a été découvert un remarquable complexe de cimetières, non encore complètement étudié, datant de la fin du VIIe et première moitié du VIe siècle av. J.-C. Au nord-ouest, l'axe pointe vers la zone du cimetière du Masso dell'Omo, dans lequel se trouvaient des perles d'ambre de type Tirynthe et des céramiques décorées datant de la fin du XIIe et du début du XIe siècle av. J.-C.

### Musée numismatique
La structure abrite un petit musée qui a ouvert en 2014, Museo Didattico Numismatico della Zecca,.

## Controverse historique
L'existence d'un atelier de monnaie à Marciana est citée par Guido Antonio Zanetti (it), qui affirme, en parlant des Appiani (it) :

« Ils les faisaient frapper dans leur propre atelier (…) et aussi à Marciana, restant aujourd'hui appelée salle de raison de la Casa Bernotti L'Atelier de la Menthe . On pense que les métaux avec lesquels ces pièces ont été frappées provenaient de mines existantes dans son propre État. »

Cependant, les déclarations de Zanetti ne trouvent pas de confirmation numismatique et surtout les environnements dans lesquels il est désormais présumé avoir été basé ne sont pas adaptés à une utilisation comme atelier de monnaie. Même pour les monnaies très importantes et monumentales, l'air et l'eau étaient nécessaires pour presque toutes les phases de traitement et la structure souterraine qui abrite actuellement le Musée numismatique ne présente pas les exigences appropriées (avec, généralement, une cour intérieure avec un puits central surplombé par les ateliers). Les espaces souterrains en question auraient pu servir de lieu de stockage de matériaux avant d'être envoyés à l'Hôtel des Monnaies qui devait avoir un autre emplacement.

## Galerie

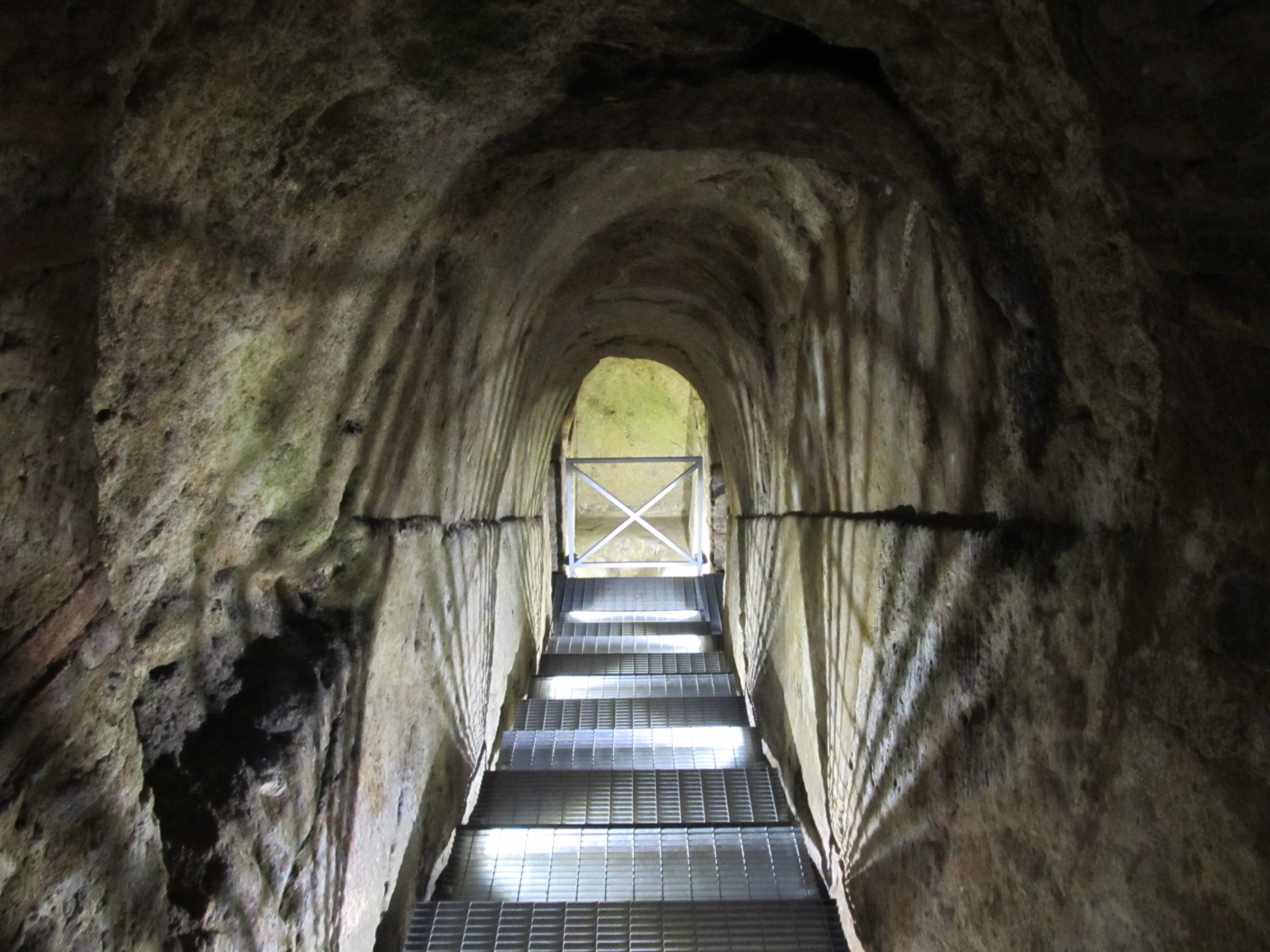
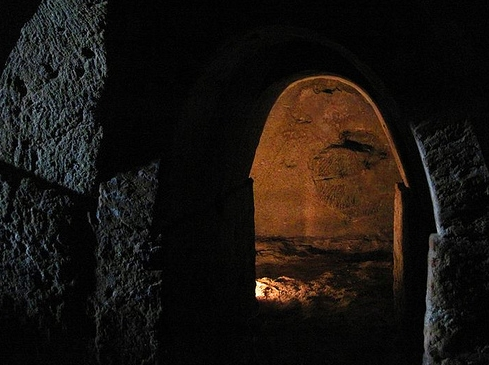